# Mitja Gorjup
Mitja Gorjup, slovenski politik in novinar, * 15. november 1943, Videm, Italija, † 31. oktober 1977, Kanal.
Gorjup je leta 1966 diplomiral na ljubljanski Pravni fakulteti. Po diplomi je bil od leta 1969 do 1970 predsednik RK Zveze mladine Slovenije, od 1971 do 1977 pa glavni urednik časopisa Delo. Napisal je spomine s poti po Kitajski in jih izdal v knjigi Kitajski dnevnik (1977). Izbor njegovih pomembnejših govorov in člankov pa je objavljen v knjigi Samoupravno novinarstvo (1978).